# Pseudochthonius pulchellus
Espèce
Synonymes
- Chthonius pulchellus Ellingsen, 1902

Pseudochthonius pulchellus est une espèce de pseudoscorpions de la famille des Chthoniidae.

## Distribution
Cette espèce est endémique d'Équateur.

## Description
L'holotype mesure 1,5 mm.

## Publication originale
- Ellingsen, 1902 : Sur la faune de pseudoscorpions de l'Équateur. Mémoires de la Société Zoologique de France, vol. 15, p. 146-168 (texte intégral).